# Vernosc-lès-Annonay
Vernosc-lès-Annonay é uma comuna francesa na região administrativa de Auvérnia-Ródano-Alpes, no departamento de Ardèche. Estende-se por uma área de 16,08 km². Em 2010 a comuna tinha 2 720 habitantes (densidade: 169,2 hab./km²).